# Ферги
Фе́рги Дюаме́ль (англ. Fergie Duhamel), урождённая Сте́йси Энн Фе́ргюсон (англ. Stacy Ann Ferguson), более известная как Ферги (англ. Fergie ['fɜ:(r)gi], часто встречается ошибочный вариант Ферджи; род. 27 марта 1975, Калифорния) — американская певица, дизайнер и актриса.

## Биография

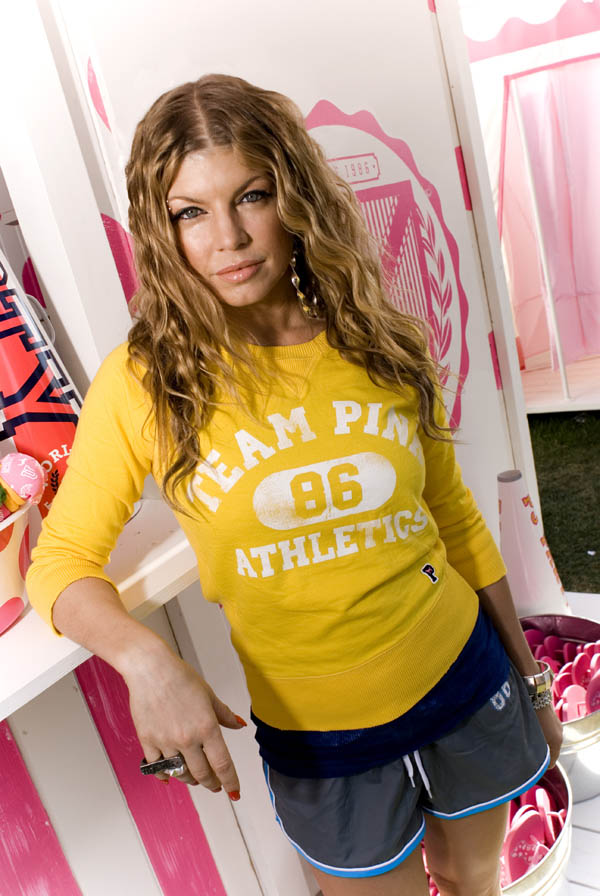
2007 год

Стейси Фергюсон родилась 27 марта 1975 года в Калифорнии в семье католиков Патрика Фергюсона и Терри Джексон. Она росла разносторонним ребёнком: занималась в школе танцев, озвучивала Люси и Селли в мультсериале «Горошины».
В детстве она была участницей детского шоу Kids Incorporated, а впоследствии — музыкальной группы Wild Orchid. Фергюсон была также соведущей шоу Great Pretenders. С 2003 по 2018 год являлась вокалисткой хип-хоп группы The Black Eyed Peas. Во время перерывов работы в группе занимается сольной карьерой, составляет ароматы для Avon, занимается дизайном обуви. Её дебютный сольный альбом The Dutchess вышел в сентябре 2006 года и стал трижды платиновым в США.
Black Eyed Peas и Ферги попали в список, составленный журналом People. В этот хит-парад вошло 50 песен, которые чаще всего можно было услышать за первые 10 лет XXI века. Ферги оказалась на 14 месте с песней «Big Girls Don’t Cry».
Её вокал звучит в песнях «Beautiful Dangerous» и «Paradise City» альбома Slash (2010) одноимённого исполнителя.
В 2013 году Ферги записала саундтрек «A Little Party Never Killed Nobody» к фильму «Великий Гэтсби».

## Личная жизнь
В 2009—2019 годы Ферги была замужем за актёром Джошем Дюамелем, а 31 мая 2019 года Ферги подала на развод с Дюамелем после десяти лет брака, от которого у неё есть сын — Эксл Джек Дюамель (род. 29.08.2013).
В мае 2009 года Ферги призналась, что она бисексуальна, а ныне Фергюсон называет себя женщиной «свободных взглядов».

## Дискография

### Альбомы
- 2006 — The Dutchess
- 2017 — Double Dutchess

### Синглы
Из альбома The Dutchess:
- 2006 — «London Bridge»
- 2006 — «Fergalicious» (с will.i.am)
- 2007 — «Glamorous» (с Ludacris)
- 2007 — «Big Girls Don’t Cry»
- 2007 — «Clumsy»

Из альбома Double Dutchess:
- 2014 — «L.A. Love (La La)» (с YG)
- 2016 — «M.I.L.F. $»
- 2016 — «Life Goes On»
- 2017 — «You Already Know» (с Ники Минаж)
- 2017 — «Hungry» (с Риком Россом)

Остальные синглы:
- 2013 — «A Little Party Never Killed Nobody (All We Got)»
- 2017 — «Just Like You»

## Видеоклипы
| Название                                                                        | Название | Режиссёр                         |
| ------------------------------------------------------------------------------- | -------- | -------------------------------- |
| «London Bridge»                                                                 | 2006     | Марк Уэбб                        |
| «Fergalicious» (с участием will.i.am)                                           | 2006     | Фатима Робинсон                  |
| «Glamorous» (с участием Ludacris)                                               | 2007     | Дэйв Майерс                      |
| «Big Girls Don’t Cry»                                                           | 2007     | Энтони Мэндлер                   |
| «Impacto (Remix)» (Daddy Yankee с участием Fergie)                              | 2007     | The Saline Project               |
| «Clumsy»                                                                        | 2007     | Рич Ли, Марк Уэбб                |
| «Party People» (Nelly с участием Fergie)                                        | 2008     | Марк Уэбб                        |
| «That Ain’t Cool» (Куми Кода с участием Fergie)                                 | 2008     | Фатима Робинсон                  |
| «Gettin' Over You» (Давид Гетта и Крис Уиллис с участием Fergie и LMFAO)        | 2010     | Рич Ли                           |
| «Beautiful Dangerous» (Слэш с участием Fergie)                                  | 2010     | Рич Ли                           |
| «A Little Party Never Killed Nobody (All We Got)» (с участием Q-Tip и GoonRock) | 2013     | Филип Андельман, Фатима Робинсон |
| «L.A.LOVE (la la)» (с участием YG)                                              | 2014     | Рич Ли                           |
| «M.I.L.F. $»                                                                    | 2016     | Колин Тилли                      |
| «Hungry»                                                                        | 2016     |                                  |
| «You Already Know» (с участием Ники Минаж)                                      | 2017     | Бруно Илоти                      |

## Фильмография
| Год       |     | Русское название         | Оригинальное название                   | Роль                            |
| --------- | --- | ------------------------ | --------------------------------------- | ------------------------------- |
| 1984      | кор |                          | It's Flashbeagle, Charlie Brown         | Салли Браун                     |
| 1985      | кор |                          | Snoopy's Getting Married, Charlie Brown | Салли Браун                     |
| 1985      | с   | Шоу Чарли Брауна и Снупи | The Charlie Brown and Snoopy Show       | Салли Браун / Пэтти             |
| 1986      | с   | Мистер Бельведер         | Mr. Belvedere                           | Бет                             |
| 1986      | ф   | Монстр из шкафа          | Monster in the Closet                   | Люси                            |
| 1994      | с   | Женаты… с детьми         | Married with Children                   | Энн                             |
| 1995      | с   |                          | California Dreams                       | Кристи                          |
| 2003      | ф   | Бандит-джентльмен        | Gentleman B.                            | девушка Зеке                    |
| 2003      | мс  | Ракетная мощь            | Rocket Power                            | Шаффика                         |
| 2006      | ф   | Посейдон                 | Poseidon                                | Глория                          |
| 2006      | с   |                          | Instant Def                             | Элла                            |
| 2007      | ф   | Грайндхаус               | Grindhouse                              | Тэмми                           |
| 2007      | ф   | Планета страха           | Planet Terror                           | Тэмми                           |
| 2008      | мф  | Мадагаскар 2             | Madagascar: Escape 2 Africa             | девушка Хиппо                   |
| 2009      | ф   | Артур и месть Урдалака   | Arthur et la vengeance de Maltazard     | Replay                          |
| 2009      | ф   | Девять                   | Nine                                    | Сарагина                        |
| 2009—2010 | мс  | Шоу Кливленда            | The Cleveland Show                      | мама Холта / Джейн / Piper Gold |
| 2010      | ф   | Мармадюк                 | Marmaduke                               | Джезебель                       |
| 2010      | с   | Гленн Мартин             | Glenn Martin DDS                        | Мария Пеппинс                   |

## Туры
- Verizon VIP Tour (2007)